# Prietena noastră MIhaela
Prietena noastră MIhaela este un film românesc din 1969 regizat de Nell Cobar.